# Patrick van Rhijn
Patrick van Rhijn (Rotterdam, 24 december 1970) is een Nederlands schrijver en columnist.

## Levensloop
Van Rhijn werkte voordat zijn schrijverschap begon als opnameleider, regisseur en redacteur voor muziekzenders als MTV en TMF, en als entertainer-presentator in diverse delen van de wereld. Hij spreekt behalve Nederlands en Engels ook Duits, Braziliaans Portugees, Frans, Spaans en Zweeds. In zijn autobiografische debuutroman Weg van Lila uit 2007, over een zorgzame vader die zijn dochtertje verliest in een internationale voogdijzaak, zijn veel ervaringen uit die tijd verwerkt. Zijn debuut bereikte in vier maanden tijd de bestsellerstatus met 12.000 verkochte exemplaren. Inmiddels zijn meer dan 20.000 exemplaren verkocht. De Duitse versie van het debuut verscheen in juni 2009 in Duitsland onder de titel Alles für Lila. Van Van Rhijns boeken werden in totaal meer dan 35.000 exemplaren verkocht.
In 2010 deed Van Rhijn mee aan het programma De Slimste Mens. Hij bleef vijf afleveringen zitten waarvan hij er 1 won.

## Stijl en thema's
Van Rhijns boeken kenmerken zich door een rauwe en directe manier van schrijven en worden vaak in een adem genoemd met titels als De gelukkige huisvrouw van Heleen van Royen en Komt een vrouw bij de dokter van Kluun.
Hij werkt in zijn verhalen graag met thema's als groter zijn dan je verlies, groter zijn dan je angst en groter zijn dan de beperktheid van je perceptie, en geeft daarmee graag voorzetten tot het hanteren van een tolerantere, minder beperkende en conflictoplossende manier van leven.

## Promotieacties
Van Rhijn was in 2007 de eerste auteur die voor de promotie van zijn boek grootschalig gebruik maakte van het vriendennetwerk Hyves. Bij de lancering van zijn debuutroman stuurde hij – zo doet het verhaal de ronde – al dan niet met behulp van stagiares 20.000 hoofdzakelijk vrouwelijke boekenliefhebbers een persoonlijk berichtje. Van Rhijn staat er bekend om via social media ludieke promotieacties te houden.
De opvolger van Weg van Lila was Vaderstad en verscheen in maart 2009. Vaderstad was het allereerste boek ter wereld met een eigen soundtrack en officieel uitgebrachte videoclip. De eerste 10.000 exemplaren van het boek gingen vergezeld van een cd met vijf nummers van zangeres Nina June. De tekst van haar liedje Wonderwater werd geschreven op het verhaal van Van Rhijn en zit verwerkt in het boek. Zo heet het laatste hoofdstuk in Vaderstad ook Wonderwater.
Van november 2009 tot april 2010 trok Van Rhijn met zangeres Nina June en band door het land met een theatertournee die muziek, literatuur en voordracht combineerde tot 'liederatuur'.
Om zich volledig op het schrijven te richten trok Van Rhijn zich in de zomer van 2011 terug in de afgelegen Zweedse bossen rond Nora.

## Uitgeverijen
In 2010, na de publicatie van zijn derde roman Dagboek van een hufter over een jongen die worstelt met zijn gestolen jeugd, stapte Van Rhijn over naar uitgeverij FMB/Dutch Media waar hij in november 2011 zijn eerste thriller Big Sister Live publiceerde. Het is het verhaal van de 18-jarige Bambi die ervan droomt beroemd te worden en zich opgeeft voor een geheim Big Brother-achtig tv-project dat echter al snel een netwerk blijkt van loverboys.

## Plagiaat op Van Rhijns werk
Van Rhijn beschuldigde begin 2012 filmmaker Steven de Jong van misbruik van zijn auteurs- en persoonlijkheidsrechten met betrekking tot zijn debuutroman Weg van Lila en stukken van Vaderstad, bij het filmscript voor het echtscheidingsdrama Janey, kind van de rekening. Op 28 maart 2012 werd Steven Dejong Producties door de voorzieningenrechter in Leeuwarden op 37 punten schuldig bevonden aan plagiaat en misbruik van de auteurs- en persoonlijkheidsrechten van Van Rhijn. Het was de eerste keer in de Nederlandse filmgeschiedenis dat een filmproject volledig werd stopgezet vanwege het aantonen van plagiaat.
Op 18 juli 2013 stelde de rechter in Breda regisseur Steven de Jong echter in het gelijk na een bodemprocedure. Van Rhijns advocaat kondigde onmiddellijk na de uitspraak hoger beroep aan.
In dat hoger beroep werd door het Hof van 's-Hertogenbosch op 2 juni 2015 vastgesteld dat Steven de Jong wel degelijk plagiaat heeft gepleegd op de boeken Weg van Lila en Vaderstad.